# Paulus Barbus
Paulus Barbus, conocido como Pablo Barbo, como Barbado o como Soncinas, fue un fraile dominico italiano, filósofo y teólogo que nació en  Soncino, Lombardía, de donde proviene el apodo con el que fueron publicadas muchas de sus obras. Murió en Cremona, el 4 de agosto de 1494.

## Biografía
Ingresó muy joven a la Orden de Predicadores y realizó sus estudios de filosofía y teología en el studium de su Orden. Después enseñó ambas disciplinas en Milán, Ferrara y Bolonia. Fue estimado por los académicos contemporáneos suyos, y muy especialmente por Pico della Mirandola. Cuando murió era el prior del convento dominico de Cremona.

## Obras
Muchas de sus obras se perdieron a una edad muy temprana. Las siguientes obras fueron impresas en más de una ocasión: 
- Quaestiones super divina sapientia Aristotelis (editio princeps, Lyons, 1579);
- Divinum Epitoma quaestionum in IV libros Sententiarum a principe Thomistarum Joanne Capreolo Tolesano disputatarum (editio princeps, Pavia, 1522);
- In libros praedicabilium et praedicamentorum expositio (datos de fecha y de imprenta desconocidos);
- Quaestiones metaphysicales acutissimae (Venetiis, 1588).
- In opuscula divo Thome Aquinatis (1488)